# Leave That Thing Alone
Leave That Thing Alone är en instrumental av det kanadensiska bandet Rush. Den släpptes som den nionde låten på albumet Counterparts den 19 oktober 1993. Den finns också med på livealbumen Different Stages och Rush in Rio.
Rush spelade "Leave That Thing Alone" live 272 gånger. Den sista gången de spelade låten var den 2 juli 2011.